# W ciemności
W ciemności (tiếng Anh: In Darkness) là một bộ phim điện ảnh đề tài chính kịch của Ba Lan công chiếu năm 2011 do David F. Shamoon viết kịch bản và Agnieszka Holland làm đạo diễn. Phim đã giành được đề cử Phim ngoại ngữ hay nhất tại lễ trao giải Oscar lần thứ 84.
Dựa trên những sự kiện có thật trong sự kiện Ba Lan bị chiếm đóng (1939–1945), nội dung phim kể về Leopold Socha, một thợ sửa cống nước ở thành phố Lviv của Ba Lan. Ông đã sử dụng vốn kiến thức của mình về hệ thống thoát nước của thành phố để tìm nơi trú ẩn cho một nhóm người Do Thái trốn khỏi khu ổ chuột Lviv trong cuộc diệt chủng người Do Thái tại Ba Lan.

## Nội dung
W ciemności là một tác phẩm chính kịch nói về cuộc giải cứu những người Do Thái tị nạn trong Thế chiến thứ hai tại thành phố Lviv bị quân đội Đức Quốc Xã chiếm đóng. Trong hơn một năm trời, một thợ bảo trì cống thoát nước và một tên trộm theo đạo Công giáo người Ba Lan, Leopold Socha cùng với bè bạn và đồng nghiệp Szczepek Wróblewski đã che giấu và chăm sóc cho một nhóm người Do Thái Ba Lan trốn thoát khỏi các cuộc thảm sát và trục xuất trong quá trình quân Quốc Xã đòi nợ những người sinh sống tại khu ổ chuột Lviv. Lúc đầu, nhóm những người thợ này đề nghị trả phí hỗ trợ hàng ngày, nhưng họ vẫn tiếp tục hỗ trợ nhóm người tị nạn này rất lâu, dù cho những người Do Thái đã cạn tiền, không những vậy việc giúp đỡ còn gây nguy hiểm hơn bao giờ hết. Khu ổ chuột Do Thái được lập nên vào năm 1941 và quân Quốc Xã quyết định tính sổ khu này vào tháng 6 năm 1943. Tính đến thời điểm quân đội Liên Xô đã giành lại quyền kiểm soát thành phố Lviv vào tháng 7 năm 1944 thì nhóm của Socha đã chiếm tới 10/1000 người Do Thái sống sót trong thành phố. Những hành động cao đẹp của Socha và Wróblewski cũng như những người vợ của họ đã giúp họ được tôn vinh với danh hiệu Người dân ngoại công chính.

## Diễn viên
- Robert Więckiewicz vai Leopold Socha
- Benno Fürmann vai Mundek Margulies
- Agnieszka Grochowska vai Klara Keller
- Maria Schrader vai Paulina Chiger
- Herbert Knaup vai Ignacy Chiger
- Kinga Preis vai Wanda Socha
- Krzysztof Skonieczny vai Szczepek Wróblewski
- Julia Kijowska vai Chaja
- Marcin Bosak vai Janek Weiss
- Jerzy Walczak vai Jakob Berestycki
- Michał Żurawski vai Bortnik
- Piotr Głowacki vai Jacek Frenkiel
- Zofia Pieczyńska vai Stefcia Socha
- Etel Szyc vai Szona Grossman
- Andrzej Mastalerz vai Sawicki
- Ida Łozińska vai Rachela Grossman
- Laura Lo Zito vai Irena
- Alexander Levit vai Kovalev
- Frank Köbe vai Gustav Wilhaus

## Sản xuất
W ciemności là một thành phẩm hợp tác giữa Đức, Ba Lan và Canada nhằm tri ân tới cố danh nhân Marek Edelman, với kịch bản được chắp bút bởi biên kịch người Canada David F. Shamoon. Tác phẩm dựa trên cuốn sách Sewers of Lvov (1990) của Robert Marshall. Người cuối cùng trong nhóm còn sống, bà Krystyna Chiger đã xuất bản một cuốn hồi ký kể về những trải nghiệm của mình, lấy nhan đề là The Girl in the Green Sweater: A Life in Holocaust’s Shadow (2008). Dù đây không phải là nguồn tài liệu cho bộ phim, bởi Holland không hề hay biết gì về tựa sách trước khi phim ra rạp. Đây là bộ phim dài đầu tiên được chiếu tại Liên hoan phim Ba Lan lần thứ 23 tại Chicago, Mỹ trong đêm gala khai mạc.

## Đón nhận
Tính đến tháng 10 năm 2020, W ciemności đã nhận được những đánh giá tích cực từ đa số bộ phận phê bình điện ảnh. Trên hệ thống tổng hợp kết quả đánh giá Rotten Tomatoes, phim nhận được 88% lượng đồng thuận từ 111 bài đánh giá, qua đó đạt điểm trung bình 7,59/10. Trên trang Metacritic, phim đạt số điểm 74/100 theo đánh giá từ 36 nhà phê bình, trong đó đa số là tích cực.

### Giải thưởng
W ciemności đã giành được đề cử Phim ngoại ngữ hay nhất tại lễ trao giải Oscar lần thứ 84. Bên cạnh suất đề cử chính thức khác của Monsieur Lazhar, W ciemności đã thu hút sự chú ý lớn tại Canada khi lần đầu tiên trong lịch sử điện ảnh Canada có tới hai bộ phim cùng được đề cử cho hạng mục Phim ngoại ngữ hay nhất tại Oscar trong cùng năm. Tại Liên hoan phim quốc tế Valladolid (SEMINCI), Agnieszka Holland đã đoạt giải Đạo diễn xuất sắc nhất. Bộ phim còn gặt hái nhiều đề cử tại giải Genie lần thứ 23, trong đó có hạng mục Kịch bản chuyển thể xuất sắc nhất cho Shamoon. Tác phẩm cũng giật giải Grand Prix tại Liên hoan phim art-house quốc tế Batumi lần thứ 7.